# Protocalliphora amblyogma
Protocalliphora amblyogma är en tvåvingeart som beskrevs av Peus 1960. Protocalliphora amblyogma ingår i släktet Protocalliphora och familjen spyflugor. Inga underarter finns listade i Catalogue of Life.